# وليم شاند
وليم شاند (بالإنجليزية: William Shand)‏ (1902، غلاسكو في المملكة المتحدة - 1997، بوينس آيرس في الأرجنتين)؛ صحفي، شاعر، مترجم وروائي بريطاني.